# اکورن، وزیرکاپرو
اکورن، وزیرکاپرو (به لاتین: Akören, Vezirköprü) یک منطقهٔ مسکونی در ترکیه است که در استان سامسون واقع شده‌است.